# العلاقات بين الاتحاد الأوروبي واليابان
تعود العلاقات بين الاتحاد الأوروبي واليابان إلى عام 1959، وتربطهما علاقة تجارية قوية ولاسيما في تدفقات الاستثمار.
دخلت اتفاقية الشراكة الاقتصادية بين الاتحاد الأوروبي واليابان حيز التنفيذ في 1 فبراير عام 2019، وهي أكبر منطقة اقتصادية مفتوحة في العالم تغطي ثلث الاقتصاد العالمي.

## التاريخ
اعتمدت اليابان سفيرًا لها في بلجيكا في عام 1959 كأول ممثل لليابان لدى الجماعات الأوروبية (التي عُرِفت في عام  1993 الاتحاد الأوروبي). استغرق إنشاء وفد أوروبي في طوكيو حتى عام 1974، وعُقد أول اجتماع وزاري بين الجانبين (مع عقد القمة الأولى في عام 1991) في عام 1984.
بقيت العلاقة الاقتصادية إلى حد بعيد أهم عنصر في العلاقات اليابانية الأوروبية الغربية طوال العقد؛ وذلك على الرغم من نمو العلاقات الثقافية وغير الاقتصادية مع أوروبا الغربية بشكل ملحوظ خلال ثمانينيات القرن العشرين. كانت الأحداث في العلاقات الأوروبية الغربية، بالإضافة إلى الأمور السياسية أو الاقتصادية أو حتى العسكرية، من الموضوعات التي تهم معظم المعلقين اليابانيين بسبب آثارها المباشرة على اليابان. تركزت القضايا الرئيسية على تأثير التوحيد الاقتصادي التي أقبلت عليه أوروبا الغربية على تجارة اليابان واستثماراتها وفرص أخرى في أوروبا الغربية. كان بعض قادة أوروبا الغربية حريصين على تقييد وصول اليابان إلى الاتحاد الأوروبي المدمج حديثًا (الذي عُرِف باسم الجماعة الأوروبية حتى نوفمبر عام 1993)؛ ولكن البعض الآخر بدا منفتحًا على التجارة والاستثمار الياباني.
بدأت اليابان ودول أخرى على أطراف آسيا والمحيط الهادئ في التحرك في أواخر ثمانينيات القرن العشرين نحو تعاون اقتصادي أكبر؛ وذلك في ظل استجابة جزئية لتعزيز العلاقات الاقتصادية بين الدول في أوروبا الغربية واتفاقية التجارة الحرة لأمريكا الشمالية بين الولايات المتحدة وكندا والمكسيك. أنشأت الحكومة اليابانية والمفوضية الأوروبية (المديرية العامة للمؤسسات والصناعة) في عام 1987 مركز الاتحاد الأوروبي الياباني للتعاون الصناعي؛ وهو منظمة غير ربحية تهدف إلى تعزيز جميع أشكال التعاون الصناعي والتجاري والاستثماري بين اليابان والاتحاد الأوروبي.
وقع رئيس الوزراء الياباني توشيكي كايفو، في 18 يوليو عام 1991 بعد عدة أشهر من المفاوضات الصعبة، بيانًا مشتركًا مع رئيس الوزراء الهولندي ورئيس المجلس الأوروبي، رود لوبرز، ومع رئيس المفوضية الأوروبية، جاك ديلور، تعهدًا بتوثيق المشاورات اليابانية مع الجماعة الأوروبية حول العلاقات الخارجية، والتعاون العلمي والتكنولوجي، ومساعدة الدول النامية، والجهود المبذولة للحد من النزاعات التجارية. يأمل مسؤولو وزارة الخارجية اليابانية أن تساعد هذه الاتفاقية على توسيع الروابط السياسية بين اليابان والجماعات الأوروبية، ورفعها فوق الحدود الضيقة للنزاعات التجارية.

## العلاقات والاتفاقيات السياسية
يشترك الاتحاد الأوروبي واليابان في قيم الديمقراطية وحقوق الإنسان واقتصاديات السوق. يُعد كلاهما بلدين فاعلين عالميين، ويتعاونان في المحافل الدولية. يتعاون كل منهما في أمور تخص مناطق في كل منهما، فتساهم اليابان مثلًا في إعادة إعمار غرب البلقان، ويدعم الاتحاد الأوروبي الجهود الدولية للحفاظ على السلام في كوريا وبقية آسيا.
ترتكز العلاقة بين الاتحاد الأوروبي واليابان على وثيقتين، وهما الإعلان المشترك لعام 1991 وخطة العمل للتعاون بين الاتحاد الأوروبي واليابان لعام 2001؛ وهناك أيضًا مجموعة من المنتديات بينهما، بما في ذلك قمة سنوية تجمع بين الزعماء وهيئة برلمانية دولية. اتفق الجانبان الآن على العمل من أجل اتفاقية تجارة حرة عميقة وشاملة نوقِشت في قمة مجموعة السبع الثانية والأربعين في 27 مايو عام 2016. وقع الجانبان أربع اتفاقيات حتى الآن، وهم:
- اتفاقية الاعتراف المتبادل بين الاتحاد الأوروبي واليابان (دخلت حيز التنفيذ في 1 يناير عام 2002).
- اتفاقية بشأن التعاون في الأنشطة المانعة للمنافسة (اعتُمِدت في 16 يونيو عام 2003).
- اتفاقية العلوم والتكنولوجيا بين الاتحاد الأوروبي واليابان (والتي وُقِّع عليها في 30 نوفمبر عام 2009).
- اتفاقية التعاون والمساعدة الإدارية المتبادلة (دخلت حيز التنفيذ في 1 فبراير عام 2008).

وضعت اليابان والاتحاد الأوروبي اللمسات الأخيرة على اتفاقية الشراكة الاقتصادية في 8 ديسمبر عام 2017 بعد التوصل إلى اتفاق من حيث المبدأ في يوليو عام 2017.
وُقِّعت اتفاقية الشراكة الاقتصادية بين الاتحاد الأوروبي واليابان رسميًا في 17 يوليو عام 2018 لتصبح أكبر اتفاقية تجارة حرة ثنائية في العالم؛ فأدى ذلك إلى إنشاء منطقة تجارة مفتوحة تغطي حوالي ثلث الناتج المحلي الإجمالي العالمي.